# Quarto
Pour les articles homonymes, voir 4x4 et Quarto (homonymie).
Quarto ou Quarto! est un jeu de société combinatoire abstrait au tour par tour, créé par Blaise Muller, primé en 1985 au Concours international de créateurs de jeux de société de Boulogne-Billancourt, sous le nom de 4×4[source insuffisante] et édité depuis 1991 par Gigamic.
Il s’agit d’un jeu au concept très simple mais avec beaucoup de possibilités.

## Présentation
L'objectif du jeu est d’aligner quatre pièces ayant au moins un point commun entre elles. Mais chaque joueur ne joue pas ce qu'il veut, c’est son adversaire qui choisit pour lui.
Les seize pièces du jeu, toutes différentes, possèdent chacune quatre caractères distincts : haute ou basse, ronde ou carrée, claire ou foncée, pleine ou creuse. Chacun à son tour choisit et donne une pièce à l'adversaire, qui doit la jouer sur une case libre. Le gagnant est celui qui, avec une pièce reçue, crée un alignement de quatre pièces ayant au moins un caractère commun et annonce : « Quarto ! ». Dans le cas où un alignement serait présent sur le plateau mais non annoncé, le gagnant est le premier joueur à signaler son existence au cours de son tour de jeu.

## Règle du jeu
On trouve la règle complète du jeu sur les sites Web de référence en matière de jeux de société.

### Le contenu du jeu
Le jeu est constitué :
- d'un tablier de seize cases (4×4)
- de seize pions différentiables par 4 caractéristiques :
  - la couleur - bois clair / bois foncé
  - la hauteur - petit / grand
  - le sommet - plein / troué
  - la forme - parallélépipédique / cylindrique
Toutes les combinaisons (exemple : grand, bois clair, troué et cylindrique) sont représentées et chacune n’est représentée qu’une seule fois.
- d'un sac de rangement

### Un tour de jeu
Un tour de jeu consiste à donner un pion à l’adversaire qui devra placer ce pion où il veut sur le plateau.

### Le but du jeu
Dans la règle de base, le but du jeu est de constituer une ligne de quatre pions présentant une caractéristique commune et de l’annoncer. Cependant, si l’on joue systématiquement de manière défensive, les parties débouchent très souvent sur des positions nulles. Aussi, la règle prévoit d’autres configurations de gain, suivant quatre niveaux de jeu.
- La règle de base correspond au niveau un, la victoire est obtenue en réalisant un alignement.
- Le niveau deux permet de gagner en réalisant un alignement ou un petit carré (par exemple, cases a1, a2, b1 et b2).
- Le niveau trois, en plus des positions de gain du niveau 2 permet de l’emporter en réalisant un carré plus grand (par exemple sur les cases a1, a3, c1 et c3.)
- Le quatrième niveau, reprenant les positions de gain du niveau trois, y ajoute les carrés « tournants », à savoir par exemple les cases a2, b1, b3 et c2, ou, encore plus difficile à voir, les cases a2, b4, d3 et c1.

Le jeu, à ce niveau-là, élimine presque entièrement les parties à égalité. De plus, l’existence de ces différents niveaux de jeu permet d’introduire un handicap, les deux joueurs ne jouant pas au même niveau et n’ayant donc pas les mêmes schémas de gain.

## Adaptations
En 2021, le jeu fait l'objet d'une ré-édition dans une version rendue accessible aux déficients visuels. Réalisée par l'association AccessiJeux, cette nouvelle édition porte le nom de Quarto Access. La caractéristique de la couleur a été remplacée par la présence, ou non, d'une rayure. Le plateau et les pièces sont aimantées. Le jeu est fourni avec deux masques pour pouvoir jouer à l'aveugle.

## Récompenses
Quarto a reçu les récompenses suivantes :
- 1989  Paris : Dé d'or des créateurs de jeux
- 1992  Paris : Oscar du jouet
- 1992  Cannes : Super As d’or du festival international des jeux
- 1992  Bruxelles : Jouet de l’année
- 1992  Benelux : Toy Award
- 1993  Allemagne : Nommé au Spiel des Jahres
- 1993  États-Unis : Mensa Select Top 5 Best Games
- 1993  États-Unis : Parent’s Choice Gold Award
- 1993  Italie : Giocco Dell’anno
- 1993  Pays-Bas : Speelgoed Vant Jaar
- 1994  Canada : Best Bet of the Toy Testing Council
- 1994  Québec : Prix d’excellence des consommateurs
- 1995  États-Unis : Games Magazine Games 100 Selection
- 1996  États-Unis : Games Magazine Games 100 Selection
- 1997  États-Unis : Games Magazine Games 100 Selection
- 2004  États-Unis : Parent’s Choice Top 25 games in 25 years
- 2004  Finlande : Game of the year